# Любень-Дольни
Любень-Дольни (пол. Lubień Dolny, нім. Niederhagen) — село в Польщі, у гміні Ресько Лобезького повіту Західнопоморського воєводства.
Населення — 115 осіб (2011).
У 1975-1998 роках село належало до Щецинського воєводства.

## Демографія
Демографічна структура станом на 31 березня 2011 року:
|          | Загалом | Допрацездатний вік | Працездатний вік | Постпрацездатний вік |
| -------- | ------- | ------------------ | ---------------- | -------------------- |
| Чоловіки | 52      | 16                 | 32               | 4                    |
| Жінки    | 63      | 18                 | 30               | 15                   |
| Разом    | 115     | 34                 | 62               | 19                   |